# Манолова, Элис Филипповна
Элис Филипповна Манолова (азерб. Elis Filip qızı Manolova, род. 17 января 1996) — азербайджанская (ранее болгарская) спортсменка, борец вольного стиля. Член национальной сборной Азербайджана по женской борьбе (до 2025 года). Чемпионка Европы 2019 года, призёр чемпионатов мира и Европы.

## Биография
Элис Манолова родилась в Болгарии. По национальности — турчанка.
Борьбой занимается с 2004 года. На международных соревнованиях выступает с 2011 года.
На чемпионате Европы 2018 года вышла в финал, в котором уступила спортсменке из Финляндии Пете Олли и завоевала серебряную медаль турнира.
В 2019 году в Румынии стала первой в весовой категории до 65 кг, победив в финале спортсменку из Румынии Кристу Инце и завоевала золотую медаль чемпионата Европы.
На чемпионате мира 2019 года в весовой категории до 65 кг завоевала бронзовую медаль, одолев в решающей схватке Юлиану Яневу из Болгарии.
В феврале 2020 года на чемпионате Европы в Риме в весовой категории до 65 кг в схватке за чемпионский титул уступила спортсменке из Болгарии Мими Христовой и завоевала серебряную медаль европейского первенства.
7 мая 2021 года на лицензионном турнире к Олимпиаде-2020 в Софии вышла финал, благодаря чему завоевала олимпийскую лицензию.
На чемпионате Европы по борьбе 2024 завоевала бронзовую медаль.
28 июня 2025 года Федерация борьбы Азербайджана объявила, что Манолова завершила карьеру.